# Batrachoseps nigriventris
Batrachoseps nigriventris е вид земноводно от семейство Plethodontidae. Видът не е застрашен от изчезване.

## Разпространение
Разпространен е в САЩ.

## Описание
Популацията на вида е стабилна.